# StarBasic
StarOffice Basic, también conocido como StarBasic, es un dialecto de Basic que Soporta Unicode, incluido en las Suites de Oficina OpenOffice.org y StarOffice.

## Primer virus para OpenOffice
El 30 de mayo de 2006 fue detectado el primer virus conceptual para OpenOffice. Fue desarrollado con el solo objetivo de demostrar que es posible crear este tipo de software usando el lenguaje de macros de esta suite de aplicaciones libre. Escrito en StarBasic, el virus es capaz de infectar las versiones de OpenOffice y StarOffice en cualquier plataforma.